# Лабуристичка партија (Норвешка)
Лабуристичка странка (норв. Arbeiderpartiet, A/Ap) је социјалдемократска политичка партија у Норвешкој. Представља главног партнера тренутне норвешке владе, односно владајуће Црвено-зелене коалиције, а њен вођа Јенс Столтенберг, је актуелни премијер Норвешке.
Норвешка лабуристичка партија се званично залаже за социјалдемократске идеје. Од 1930-их јој је службени слоган „рад за све“, а снажно се залаже за издашну државу благостања, коју је требало да финансирају високи порези и царине. Последњих двадесет година, странка је у идеолошком смислу почела да скреће удесно, односно у смеру социјалне тржишне привреде која укључује приватизацију државног власништва и укидање прогресивног опорезивања, у складу с начелима економског либерализма. Данас се изјашњава и као прогресивна странка која се залаже за начело сарадње у унутрашњој и спољној политици. Њен омладински огранак је Савез радничке омладине.
Основана је крајем 19. века и отада је стално расла по броју гласова и чланова све док на изборима 1927. године није постала највећа и најјача странка, што је остала све до данашњих дана. Те је године прекинут и њен унутрашњи сукоб везан уз чланство у Коминтерни од 1919. од 1923. године. Након Другог светског рата, односно 1945. па све до 1961. странка је имала апсолутну већину у норвешком Парламенту, што је била прилична реткост за тадашње европске државе, и због чега се Норвешка називала „једностраначком државом“. Од 1935. године, у Норвешкој само шеснаест година премијер није био члан Лабуристичке партије. Од 1960-их и почетком 1970-их доминацију Лабуристичке партије је нагризла опозиција са левице, окупљене у Социјалистичкој народној партији. Од краја 1970-их је доминацију нагризла и десна опозиција, због чега се и сама Лабуристичка партија под Гро Харлем Брундтланд окренула удесно. На изборима 2001. странка је имала најгоре резултате од 1924. што ју је присилило на далеко шире парламентарне коалиције него раније.
Лабуристичка партија је чланица Социјалистичке интернационале и Партије европског социјализма.